# Пилипенко Віталій Павлович
Віта́лій Па́влович Пилипе́нко (нар. 19 травня 1948, Львів — пом. 21 липня 2021, Запоріжжя) — український художник, засновник сучасного козацького національного українського напрямку в мистецтві. Головний художник свята 500-річчя Запорозького козацтва. Автор герба Запорізької області. Учасник ряду регіональних та національних художніх виставок, член Спілки дизайнерів України. За його ескізами також створено нагрудний знак «Почесний громадянин міста Запоріжжя», герб Гуляйполя та ін.

## З життєпису
З 1953 р. — мешканець м. Запоріжжя. Тут закінчив середню школу. Працював на Запорізькому абразивному комбінаті художником. Навчався в художньому училищі у селі Палех, що в Івановській області Росії.
Школа народного художника СРСР Зінов'єва Миколи Михайловича.
Творча діяльність художника розпочалася під час навчання в художньому училищі. У палехських майстернях створив ряд робіт, більшість з яких нині перебувають у приватних колекціях. Частина були закуплені музеями. Ряд ікон створені художником знаходяться в діючих церквах.
Працювати на запорізьку тематику Віталій Павлович розпочав у 1969 році, зокрема тоді створена робота «Запорожці», яка започаткувала серію картин з історії запорозького козацтва.
Цю ж тематику він розвиває, працюючи художником-реставратором у заповіднику запорізького козацтва на острові Хортиця.
Його картини несуть у собі традиції Київської Русі та українського бароко часів козацтва. Художник працював на ліричну та батальну тематику. Але в його роботах присутні як віддзеркалення часу (соцреалізм), так і пошук нових напрямів, технік, нових можливостей (лакова мініатюра обрамлена філігранню).
За своє життя він мав досвід у багатьох напрямках мистецтва, зокрема: монументальне, поліграфія, промислова графіка, й іконопис.